# IC 4287/1
IC 4287/1 је спирална галаксија у сазвијежђу Береникина коса која се налази на листи објеката дубоког неба у Индекс каталогу.
Деклинација објекта је + 25° 26' 29" а ректасцензија 13h 32m 38,8s. Привидна величина (магнитуда) објекта IC 4287 износи 14,5 а фотографска магнитуда 15,3. IC 42871 је још познат и под ознакама CGCG 131-10, PGC 47659.